# الأربعاء نايث إيراثن
الأربعاء نايث إيراثن إحدى بلديات دائرة الأربعاء نايث إيراثن التابعة لولاية تيزي وزو.

## أعلام
- السعيد محمدي
- رشيد أرحب
- عبان رمضان
- محمد شريف الحناشي
- صالح عصاد

## مواضيع ذات صلة
- بلديات ولاية تيزي وزو
- دوائر ولاية تيزي وزو